# Aleurolobus
Aleurolobus är ett släkte av insekter som beskrevs av Quaintance och Baker 1914. Aleurolobus ingår i familjen mjöllöss.
Släktet innehåller bara arten Aleurolobus wunni.